# 방연석

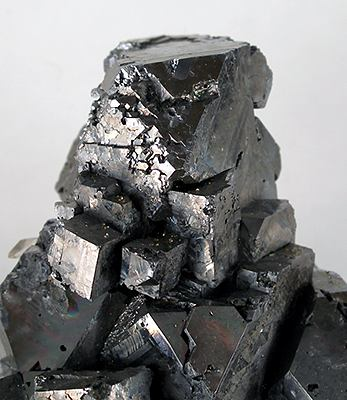
방연석을 확대해서 본 모습.

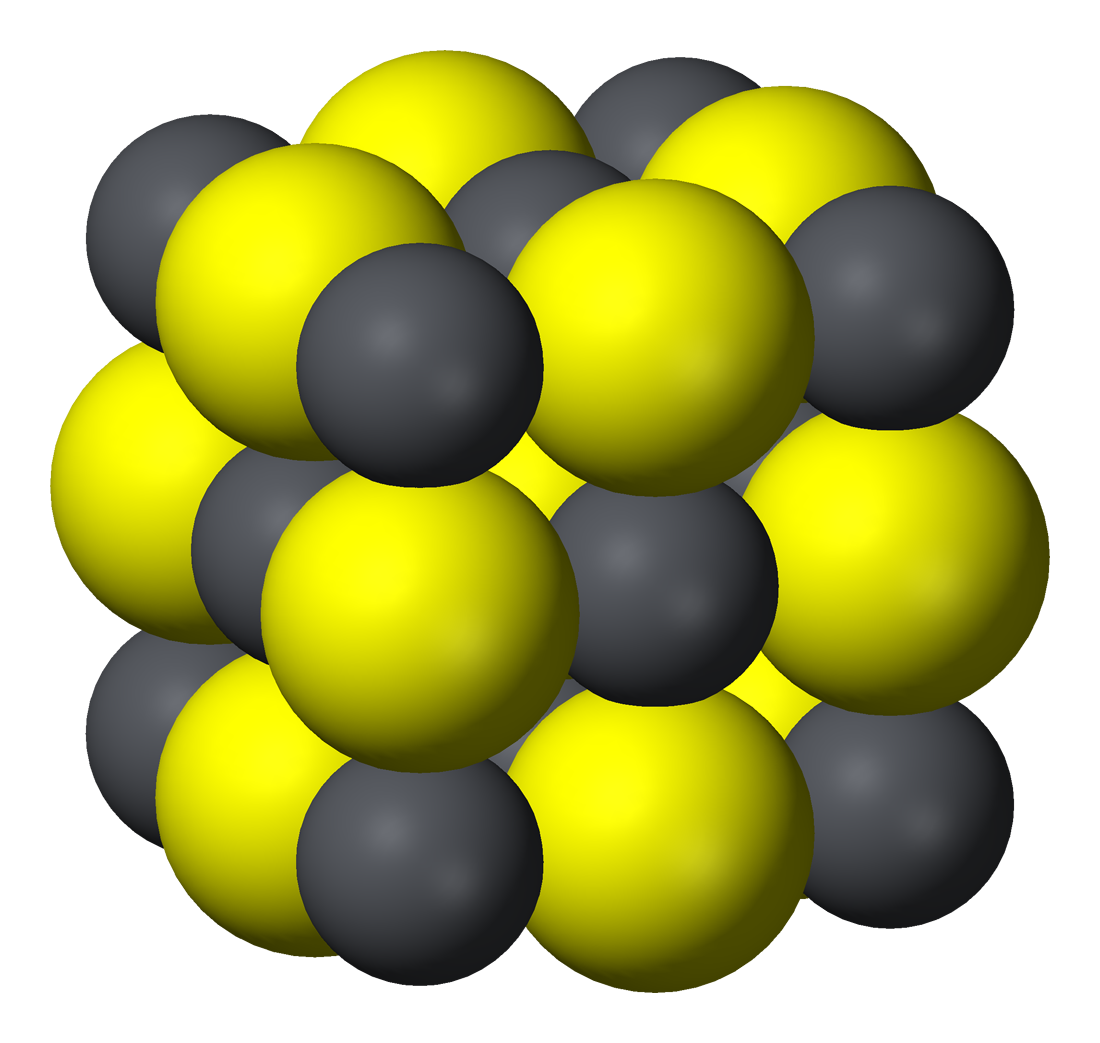
방연석의 3차원 결정 구조.

방연석(方鉛石, galena) 또는 방연광(方鉛鑛, lead glance)은 납(II) 황화물의 천연 광물 형태이다. 가장 중요한 납광석이자 은의 중요한 원천이다.
방연석은 가장 풍부하고 널리 퍼져있는 황화물들 가운데 하나이다. 팔면체 형태를 종종 띄는 등축정계 결정계로 결정체를 이룬다. 섬아연석, 방해석, 형석과 관련되기도 한다.

## 이용
가장 오래된 형태의 방연석 중 하나는 눈화장 콜이었다. 고대 이집트에서 이것을 눈에 발라서 사막의 태양의 눈부심을 줄여주었고 질병의 잠재적 원천이 되는 파리를 내쫓았다.
방연석은 납의 주된 광석으로, 납 축전지 제조에 주로 사용된다. 그러나 리드 시트와 산탄 제조에 상당한 양이 사용된다.

## 건강 문제
방연석은 독성 성분의 납이 포함된다. 결정 구조에 묶이는 방연석의 납 내용물은 크게 걱정할 요소가 아니며 광물 자체를 다루는 것은 안전한 편이다. 그러나 분상 먼지의 흡입이나 섭취를 통해 장기간 노출될 경우 인간의 건강에 위험을 미칠 수 있다.

## 같이 보기
- 광물 목록

## 참고 문헌
- Klein, Cornelis; Hurlbut, Cornelius S., Jr. (1985). 《Manual of Mineralogy》 2판. Wiley. 274-276쪽. ISBN 0-471-80580-7.